# Sidney Smeets
Sidney Smeets (Heerlen, 18 juni 1975) is een Nederlands strafrechtadvocaat en voormalig parlementslid. Na de Tweede Kamerverkiezingen 2021 werd hij op 31 maart 2021 beëdigd tot Kamerlid namens Democraten 66 (D66). Op 15 april 2021 trad hij als Kamerlid terug na ophef over door hem gestuurde seksueel getinte berichten naar minderjarige jongens.

## Biografie

### Opleiding
Smeets heeft rechten gestudeerd aan de Universiteit Leiden en geschiedenis aan de Universiteit Utrecht. Gedurende zijn studententijd was hij actief binnen de JOVD en persoonlijk medewerker van Erica Terpstra, destijds lid van de Tweede Kamerfractie van de VVD.

### Advocatuur
Smeets werd in 2001 beëdigd als advocaat en werkte vervolgens als advocaat/partner bij een Utrechts advocatenkantoor. Van 2009 tot en met april 2021 was hij advocaat bij Spong Advocaten, het kantoor van Gerard Spong, gevestigd aan de Keizersgracht in Amsterdam. Smeets behandelde met name zedenzaken en zware criminaliteit en heeft verdachten in verschillende landelijk bekende zaken bijgestaan. Zo stond hij onder meer coffeeshophouder Johan van Laarhoven bij die in Thailand veroordeeld werd voor belastingfraude en witwassen. Tevens was hij de advocaat van een van de verdachten in de Amsterdamse zedenzaak en verdedigde hij een van de verdachten in de Grensrechterzaak, waarbij een scheidsrechter overleed daags na een vechtpartij bij een jeugdwedstrijd. Ook verleende hij bijstand aan slachtoffers van anti-LHBTQ-geweld.
In deze hoedanigheid schreef Smeets opiniërende stukken in landelijke dagbladen en online media. Ook was hij met enige regelmaat op radio en televisie te vinden, waaronder bij Pauw en op NPO1 Radio 1.
In 2014 was Smeets een van de ondertekenaars van een oproep in een dagblad om de Vereniging MARTIJN niet te verbieden. Smeets verdedigde deze pedofielenvereniging als advocaat in 2014. Ook verdedigde hij oud-voorzitter van de vereniging Marthijn Uittenbogaard naar aanleiding van een dagvaarding in maart 2021.
Naast zijn werk als advocaat was Smeets van 2010 tot halverwege 2018 voorzitter van het Holland Animation Film Festival.

### Tweede Kamerlidmaatschap en controverse
Smeets stond op de achttiende plek op de kandidatenlijst van D66 voor de Tweede Kamerverkiezingen van maart 2021. Hij kreeg 2039 voorkeurstemmen. D66 behaalde 24 zetels en hij werd op 31 maart 2021 als Tweede Kamerlid beëdigd. Smeets kreeg binnen de fractie de portefeuille justitie, drugs, asiel en migratie.
Op 31 maart 2021, de dag van zijn beëdiging als Tweede Kamerlid, ontving de partijtop van D66 een officiële melding over ongewenst gedrag door Smeets. D66 stelde op 14 april 2021 een interne onderzoekscommissie in, nadat op Twitter ophef was ontstaan door meerdere minderjarige jongens die Smeets beschuldigden van seksueel getint grensoverschrijdend gedrag.
Een dag later trad Smeets vanwege deze beschuldigingen terug als parlementslid. Daarop werd het onderzoek stopgezet, aangezien Smeets geen Kamerlid meer was.

### Terugkeer naar advocatuur
Spong Advocaten liet in april 2021 weten dat het dienstverband van Smeets per 1 mei afgelopen was en hij niet terug zou keren naar het advocatenkantoor. Op 14 mei 2021 werd bekend dat Smeets onder eigen naam een kantoor gestart is met als specialisaties strafrecht, slachtofferrecht, cassatie en algemene praktijk.

## Podcast
Smeets, die zich naar eigen zeggen graag omringt met 'geeky dingen', begon in januari 2018 met de tweewekelijkse podcast Geeky Dingen, over popcultuur, films, series en comics. Dit deed hij in samenwerking met Thom Aalmoes en schrijfster en sociologe Linda Duits. Op 17 april 2021 distantieerden Aalmoes en Duits zich van Smeets en gingen zonder hem met de site door.
- Gemeinsame Normdatei: 1026731984
- International Standard Name Identifier: 0000 0003 9345 9816
- Nationale Bibliotheek van Israël: 987007526447305171
- Parlement.com: vldqddwzu6ym
- Virtual International Authority File: 261071443